# Olga Morozovová
Olga Vasiljevna Morozovová, provdaná Olga Rubinovová (rusky: Ольга Васильевна Морозова; * 22. února 1949, Moskva) je bývalá sovětská profesionální tenistka. Ve své kariéře na ženském okruhu vyhrála osm turnajů ve dvouhře a šestnáct ve čtyřhře. Představuje nejúspěšnější hráčku celé sovětské éry.
V roce 1974 se probojovala do finále dvouhry proti Chris Evertové na French Open a ve Wimbledonu, na němž také dvakrát prohrála finále smíšené čtyřhry (1968, 1970). V roce 1974 získala spolu s Evertovou grandslamový titul ve čtyřhře žen na French Open, o rok později si finále v této soutěži zahrála na Australian Open a další sezónu 1976 pak na US Open
Na žebříčku WTA byla nejvýše ve dvouhře klasifikována v listopadu 1975 na  7. místě.
Od roku 2004 byla trenérkou Jeleny Dementěvové, poté vedla do roku 2009 Světlanu Kuzněcovovou.

## Tenisová kariéra
V roce 1965 jako šestnáctiletá zvítězila na juniorce ve Wimbledonu. V sezónách 1970 a 1971 se stala amatérskou mistryní Evropy. Roku 1972 se jako vůbec první sovětská hráčka probojovala do finále singlu velkého mezinárodního turnaje, konkrétně mezinárodního mistrovství Itálie, z pozice nenasazené tenistky.
Roku 1973 byla poprvé klasifikována mezi nejlepšími deseti hráčkami světa na devátém místě. Následující sezónu se probojovala do dvou grandslamových finále dvouhry a vyhrála čtyřhru na French Open.
V roce 1977 bojkotovala spolu s dalšími sovětskými tenisty světové turnaje, jakožto projev nesouhlasu proti opatřením Mezinárodní tenisové federace vůči sovětskému daviscupovému družstvu, které odmítlo v předchozím ročníku nastoupit k mezipásmovému semifinále s Chile z důvodu existence Pinochetova režimu.
Je několikanásobnou mistryní Sovětského svazu v ženské dvouhře a čtyřhře.

## Finálová utkání na turnajích Grand Slamu (8)

### Dvouhra

#### Finalistka (2)
| Rok  | Turnaj      | Vítězka        | Výsledek |
| 1974 | French Open | Chris Evertová | 6–1, 6–2 |
| 1974 | Wimbledon   | Chris Evertová | 6–0, 6–4 |

### Ženská čtyřhra

#### Vítězka (1)
| Rok  | Turnaj      | Spoluhráčka    | Finalistky                            | Výsledek      |
| 1974 | French Open | Chris Evertová | Gail Chanfreauová Katja Ebbinghausová | 6–4, 2–6, 6–1 |

#### Finalistka (3)
| Rok  | Turnaj          | Spoluhráčka       | Vítězky                            | Výsledek |
| 1975 | Australian Open | Margaret Courtová | Evonne Goolagong Peggy Michelová   | 7–6, 7–6 |
| 1975 | French Open     | Julie Anthonyová  | Chris Evertová Martina Navrátilová | 6–3, 6–2 |
| 1976 | US Open         | Virginia Wadeová  | Delina Boshoffová Ilana Klossová   | 6–1, 6–4 |

### Smíšená čtyřhra

#### Finalistka (2)
| Rok  | Turnaj    | Spoluhráč      | Vítězové                       | Výsledek      |
| 1968 | Wimbledon | Alex Metreveli | Margaret Courtová Ken Fletcher | 6–1, 14–12    |
| 1970 | Wimbledon | Alex Metreveli | Rosie Casalsová Ilie Năstase   | 6–3, 4–6, 9–7 |

## Tituly na turnajích ženského okruhu (24)

### Dvouhra (8)
| Č. | Datum            | Turnaj                  | Povrch      | Finalistka             | Výsledek       |
| -- | ---------------- | ----------------------- | ----------- | ---------------------- | -------------- |
| 1. | 15. února 1971   | Moskva, SSSR            | koberec (h) | Maria Kullová          | 6–1, 7–5       |
| 2. | 26. dubna 1971   | Buenos Aires, Argentina | antuka      | Anna-Maria Nasuelliová | 6–3, 6–4       |
| 3. | 21. srpna 1972   | Orange, New Jersey, USA | tráva       | Marina Krošinová       | 6–2, 6–7, 7-5  |
| 4. | 18. června 1973  | Londýn, UK              | tráva       | Evonne Goolagong       | 6–2, 6–3       |
| 5. | 22. dubna 1974   | Philadelphia, USA       | tvrdý (h)   | Billie Jean Kingová    | 7–6, 6–1       |
| 6. | 2. prosince 1974 | Adelaide, Austrálie     | tráva       | Evonne Goolagong       | 7–6, 2–6, 6–2  |
| 7. | 18. ledna 1975   | Moskva, SSSR            | koberec (h) | Jelena Granaturovová   | 76–0, 1–6, 6–4 |
| 8. | 7. června 1977   | Beckenham, UK           | tráva       | Marise Krugerová       | 7–5, 2–6, 6–3  |

### Čtyřhra (16)
Grand Slam tučně.
- 1971: Sydney (spoluhráčka Margaret Courtová)
- 1971: Buenos Aires (Betty Stoveová)
- 1972: Adelaide (Evonne Goolagong)
- 1972: Řím (Lesley Huntová)
- 1972: Orange (Marina Krošinová)
- 1973: Boston (Marina Krošinová)
- 1973: Řím (Virginia Wadeová)
- 1973: Beckenham (Marina Krošinová)
- 1974: Petrohrad (Betty Stöveová)
- 1974: Hilton Head (Rosie Casalsová)
- 1974: Řím (Chris Evertová)
- 1974: French Open Chris Evertová)
- 1974: Perth (Martina Navrátilová)
- 1975: Eastbourne (Julie Anthonyová)
- 1976: Washington, D.C. (Virginia Wadeová)
- 1976: Chicago (Virginia Wadeová)

## Chronologický přehled výsledků ve dvouhře Grand Slamu
| Legenda | Legenda                                   | Legenda | Legenda                     |
| ------- | ----------------------------------------- | ------- | --------------------------- |
| SR      | poměr vyhraných turnajů ku všem odehraným | W–L V–P | výhry–prohry                |
| NH      | daný rok se turnaj nekonal                | A       | turnaje se hráč nezúčastnil |
| 1Q / LQ | prohra v (kole) kvalifikace               | 1k / 1R | prohra v daném kole turnaje |
| QF / ČF | prohra ve čtvrtfinále                     | SF      | prohra v semifinále         |
| F       | prohra ve finále                          | Vítěz   | vítězství v turnaji         |

| Turnaj          | 1966  | 1967  | 1968  | 1969  | 1970  | 1971  | 1972  | 1973  | 1974  | 1975  | 1976  | Celkem SR |
| --------------- | ----- | ----- | ----- | ----- | ----- | ----- | ----- | ----- | ----- | ----- | ----- | --------- |
| Australian Open | A     | A     | A     | A     | A     | A     | QF    | A     | A     | QF    | A     | 0 / 2     |
| French Open     | A     | 1R    | 2R    | 3R    | 2R    | 2R    | QF    | 2R    | F     | SF    | A     | 0 / 9     |
| Wimbledon       | 1R    | A     | 1R    | 4R    | 2R    | 3R    | 4R    | QF    | F     | QF    | QF    | 0 / 10    |
| US Open         | A     | A     | A     | A     | 3R    | A     | QF    | 3R    | A     | 2R    | 3R    | 0 / 5     |
| SR              | 0 / 1 | 0 / 1 | 0 / 2 | 0 / 2 | 0 / 3 | 0 / 2 | 0 / 4 | 0 / 3 | 0 / 2 | 0 / 4 | 0 / 2 | 0 / 26    |